# Buatan I
Buatan I is een bestuurslaag in het regentschap Siak van de provincie Riau, Indonesië. Buatan I telt 1001 inwoners (volkstelling 2010).